# Gmina Czarna Dąbrówka
Die Gmina Czarna Dąbrówka ist eine Landgemeinde im Powiat Bytowski der Woiwodschaft Pommern in Polen. Sie umfasst 298,3 km² und hat ca. 5700 Einwohner. Ihr Sitz ist das gleichnamige Dorf (deutsch Schwarz Damerkow, kaschubisch Czôrnô Dąbrówka) mit etwa 1100 Einwohnern.

## Geographie
Die Landgemeinde liegt in Hinterpommern, etwa 40 Kilometer südöstlich von Słupsk (Stolp) und 20 Kilometer nordöstlich von Bytów (Bütow).

## Geschichte
Die Gemeinde gehörte von 1975 bis 1998 zur Woiwodschaft Słupsk.

## Gliederung
Zur Landgemeinde gehören die folgenden Ortschaften (* kennzeichnet Dörfer mit Schulzenamt):
| polnischer Name  | kaschubischer Name | deutscher Name                                              |
| ---------------- | ------------------ | ----------------------------------------------------------- |
| Będzieszyn       | Bãdzëszënò         | Vorwerk Brandstätt (zu Jassen)                              |
| Bochówko         | Wësoczé Lëpë       | Bochowke (1937–1945 Hohenlinde)                             |
| *Bochowo         | Bòchòwò            | Bochow                                                      |
| Brzezinka        |                    | Bresinke (zu Groß Nossin)                                   |
| Cole             |                    |                                                             |
| *Czarna Dąbrówka | Czôrnô Dąbrówka    | Schwarz Damerkow                                            |
| Dąbie            | Dąbie              | Dambee (1937–1945 Eichen)                                   |
| Dąbrowa Leśna    |                    |                                                             |
| Dęby             |                    |                                                             |
| Drążkowo         |                    | Neuhof (zu Karwen)                                          |
| Flisów           |                    | Fließhof (zu Karwen)                                        |
| Gliśnica         | Glësnica           | Gliesnitz                                                   |
| *Jasień          | Jaséń              | Jassen                                                      |
| Jaszewo          |                    | Jassewo (zu Lupowske)                                       |
| *Jerzkowice      | Jerzkòjce          | Jerskewitz                                                  |
| *Kartkowo        | Kartkòwò           | Kartkow (zu Groß Nossin)                                    |
| *Karwno          | Karwno             | Karwen                                                      |
| *Kleszczyniec    | Kleszczënc         | Kleschinz                                                   |
| *Kłosy           | Kłosë              | Klößen                                                      |
| Kostroga         |                    | Helenenhof (zu Kosemühl)                                    |
| *Kotuszewo       | Kòtuszewò          | Kutusow (1937–1945 Priemfelde)                              |
| Kozin            | Kozën              | Kosemühl                                                    |
| *Kozy            | Kozë               | Kose                                                        |
| Lipieniec        |                    | Libienz (Liebgen) (zu Lupowske)                             |
| Łupawsko         |                    | Lupowske (1936–1945 Grünenwalde)                            |
| *Mikorowo        | Mikrowò            | Mickrow                                                     |
| *Mydlita         | Bùkolt             | Buchwalde                                                   |
| Nowe Karwno      |                    | Neu Karwen                                                  |
| *Nożynko         | Nożënko            | Klein Nossin                                                |
| *Nożyno          | Nożëno             | Groß Nossin                                                 |
| Obrowo           |                    | Wobbrow (zu Jassen)                                         |
| Osowskie         | Òsowsczé           | Wussowske (1938–1945 Waldliebe) (zu Groß Nossin)            |
| *Otnoga          | Òtnoga             | Wottnogge (1938–1945 Mühlental)                             |
| Owsianka         | Lãdof              | Landhof (zu Kose)                                           |
| Podkomorki       |                    |                                                             |
| Podkomorzyce     | Pòdkòmòrzëce       | Niemietzke (1938–1945 Puttkamerhof)                         |
| Połupino         | Pòłëpino           | Karlsfelde (zu Kleschinz)                                   |
| Przybin          |                    | Sophienhof (zu Mickrow)                                     |
| Przylaski        | Przëlaski          | Glashütte (zu Jassen)                                       |
| *Rokiciny        |                    | Neurakitt                                                   |
| Rokicki Dwór     |                    | Neuhof (vor 1905 zu Groß Rakitt, danach Teil von Neurakitt) |
| *Rokitki         | Môłé Rokitki       | Klein Rakitt                                                |
| *Rokity          | Wiôlgié Rokitki    | Groß Rakitt                                                 |
| Rudka            | Nowô Hëta          | Neuhütte (zu Buchwalde)                                     |
| Sieromino        |                    | Zeromin (zu Jerskewitz)                                     |
| Skotawsko        | Skòtawskò          | Schottofske (1938–1945 Schottow) (zu Groß Nossin)           |
| Soszyce          | Soszëce            | Augustfelde (zu Karwen)                                     |
| Święchowo        | Swiãchówó          | Friedrichsfelde                                             |
| *Unichowo        | Wùnszéwé           | Wundichow                                                   |
| Wargówko         | Wôrgòwkò           | Neu Vargow (zu Vargow)                                      |
| *Wargowo         | Wôrgòwò            | Vargow                                                      |
| Zawiaty          | Zôwiat             | Saviat (1937–1945 Seeblick)                                 |

## Verkehr
Czarna Dąbrówka liegt im Kreuzungsbereich der Woiwodschaftsstraßen DW 211 (Nowa Dąbrowa (Neu Damerow) – Kartuzy (Karthaus) – Żukowo (Zuckau)) und DW 212 (ehemalige deutsche Reichsstraße 158) (Lębork (Lauenburg (Pommern)) – Bytów (Bütow) – Kamionka (Steinberg)).
Die Eisenbahnstrecke Lauenburg–Bütow durchquerte das heutige Gemeindegebiet.